# Totál Drámaráma
A Totál Drámaráma (eredeti cím: Total DramaRama) 2018 és 2022 között vetített amerikai–kanadai televíziós flash animációs vígjátéksorozat, amelyet Tom McGillis és Jennifer Pertsch alkotott. A sorozatot Amerikában 2018. szeptember 1-én, míg Magyarországon a Cartoon Network mutatta be 2019. november 25-én.
Ez a Totál Dráma második spin-off-ja.

## Ismertető
A sorozat újra bemutatja az eredeti "Total Drama" karaktereket egy alternatív univerzumban, ahol tizenévesektől a kisgyermekekig öregszenek, s Hatchet séf gondoskodik róluk. Minden epizód álomsorozatokat, kivágásokat, vizuális vicceket, vallomásokat és visszaemlékezéseket tartalmaz.

## Szereplők
| Szereplő      | Eredeti hang         | Magyar hang                                |
| ------------- | -------------------- | ------------------------------------------ |
| Hatchet séf   | Deven Mack           | Kapácsy Miklós                             |
| Courtney      | Emilie-Claire Barlow | Pekár Adrienn                              |
| Gwen          | Lilly Bartlam        | Bogdányi Titanilla                         |
| Izzy          | Katie Crown          | Hermann Lilla                              |
| Noah          | Cory Doran           | Bogdán Gergő                               |
| Bridgette     | Kristin Fairlie      | Csuha Bori                                 |
| Harold        | Darren Frost         | Berkes Bence Penke Bence (78-101. rész)    |
| Beth          | Sarah Gadon          | Molnár Ilona                               |
| Owen          | Scott McCord         | Haagen Imre                                |
| Duncan        | Drew Nelson          | Baráth István                              |
| Jude Lizowski | Christian Potenza    | Markovics Tamás                            |
| Leshawna      | Bahia Watson         | Laudon Andrea                              |
| Cody          | Wyatt White          | Nagy Gereben                               |
| Villám        | Kwaku Adu-Poku       | Császár András                             |
| Don           | Terry Mcgurrin       | Pál Tamás                                  |
| MacArthur     | Evany Rosen          | Sági Tímea (1. évad) Kovács Nóra (2. évad) |
| Max           | Tristan Mammitzsch   | Maszlag Bálint                             |

## Magyar változat[3]
A szinkront az SDI Media Hungary készítette.
- Felolvasó: Schmidt Andrea
- Magyar szöveg: Fék András (1x01-37, 39), Horváth Anikó (1x38, 40-52)
- Hangmérnök és vágó: Schuták László
- Gyártásvezető: Németh Tamás (1x01-37, 39), Újréti Zsuzsa (1x38, 40-52)
- Szinkronrendező: Berzsenyi Márta
- Produkciós vezető: Marjay Szabina
- További magyar hangok: Szokol Péter, Andrádi Zsanett, Sörös Miklós, Kiss Anikó, Nádasi Veronika

## Epizódok
| Évad | Évad | Epizódok | Eredeti sugárzás    | Eredeti sugárzás   | Magyar sugárzás    | Magyar sugárzás   |
| Évad | Évad | Epizódok | Évadpremier         | Évadfinálé         | Évadpremier        | Évadfinálé        |
| ---- | ---- | -------- | ------------------- | ------------------ | ------------------ | ----------------- |
|      | 1    | 52       | 2018. szeptember 1. | 2019. november 30. | 2019. november 25. | 2020. március 4.  |
|      | 2    | 52       | 2020. január 11.    | 2021. március 27.  | 2021. június 28.   | 2022. március 8.  |
|      | 3    | 52       | 2021. április 3.    | 2022. július 22.   | 2022. október 24.  | 2023. február 21. |

## A sorozat készítése
A sorozat 2017. december 19-én jelentették be Total Drama Daycare címmel. 2019. február 13-án berendelték a második évadot. 2020. június 23-án a Corus Entertainment bejelentette, hogy a sorozatot megújították egy harmadik évadra.